# Karlie Kloss
Karlie Elizabeth Kloss (Chicago, Estados Unidos, 3 de Agosto de 1992) é uma supermodelo norte-americana.

## Começo de vida
Karlie Elizabeth Kloss, nasceu em 3 de Agosto de 1992, em Chicago, Illinois e mais tarde mudou-se para Saint Louis, em 1994. A sua família possui raízes dinamarquesas e alemãs.
Filha de Tracy Kloss, diretora de arte, e Kurt Kloss, médico. Tem três irmãs, Kristine, e as gêmeas Kimberly e Kariann.
Em 2002, começou a estudar balé clássico na Caston's Ballet Academy. Em 2005, foi descoberta em um desfile beneficente em um shopping de St. Louis.

## Carreira
Em 2006, Kloss posou para seu primeiro editorial para a revista Scene Magazine em Chicago. Em 2007, assinou com a agência Elite Model Management. No mesmo ano, fez sua estreia nas passarelas desfilando para Calvin Klein. Também desfilou para as marcas Alexander McQueen, Sonia Rykiel, Valentino e Gucci na sua primeira Fashion Week.
Conseguiu sua primeira capa na Teen Vogue, em 2008, junto com as modelos Chanel Iman and Ali Michael.
Em 2008, deixou a Elite Model Management e assinou com a NEXT Model Management.
Em novembro de 2011, fez sua estreia nas passarelas da marca Victoria's Secret. Porém, se tornou uma Angel apenas em 2013.
Depois de quatro anos sendo representada pela NEXT, em 2012, assinou com a IMG Models.
Esteve em anúncios de Rebecca Taylor, Jean Paul Gaultier, Donna Karan, Nina Ricci, Chloé, Lacoste, Sportmax, Alexander McQueen, Yves Saint Laurent, Elie Saab, Dolce & Gabbana, Gap, Bally Shoe, Bergdorf Goodman, Pringle of Scotland, Dior, Hermes, Oscar de la Renta, Sonia Rykiel, Aquascutum, Topshop, Eryn Brinie, Uniqlo, Omnia Jade, Lord & Taylor, Barneys New York, American Eagle, Victoria's Secret PINK, e Adidas.

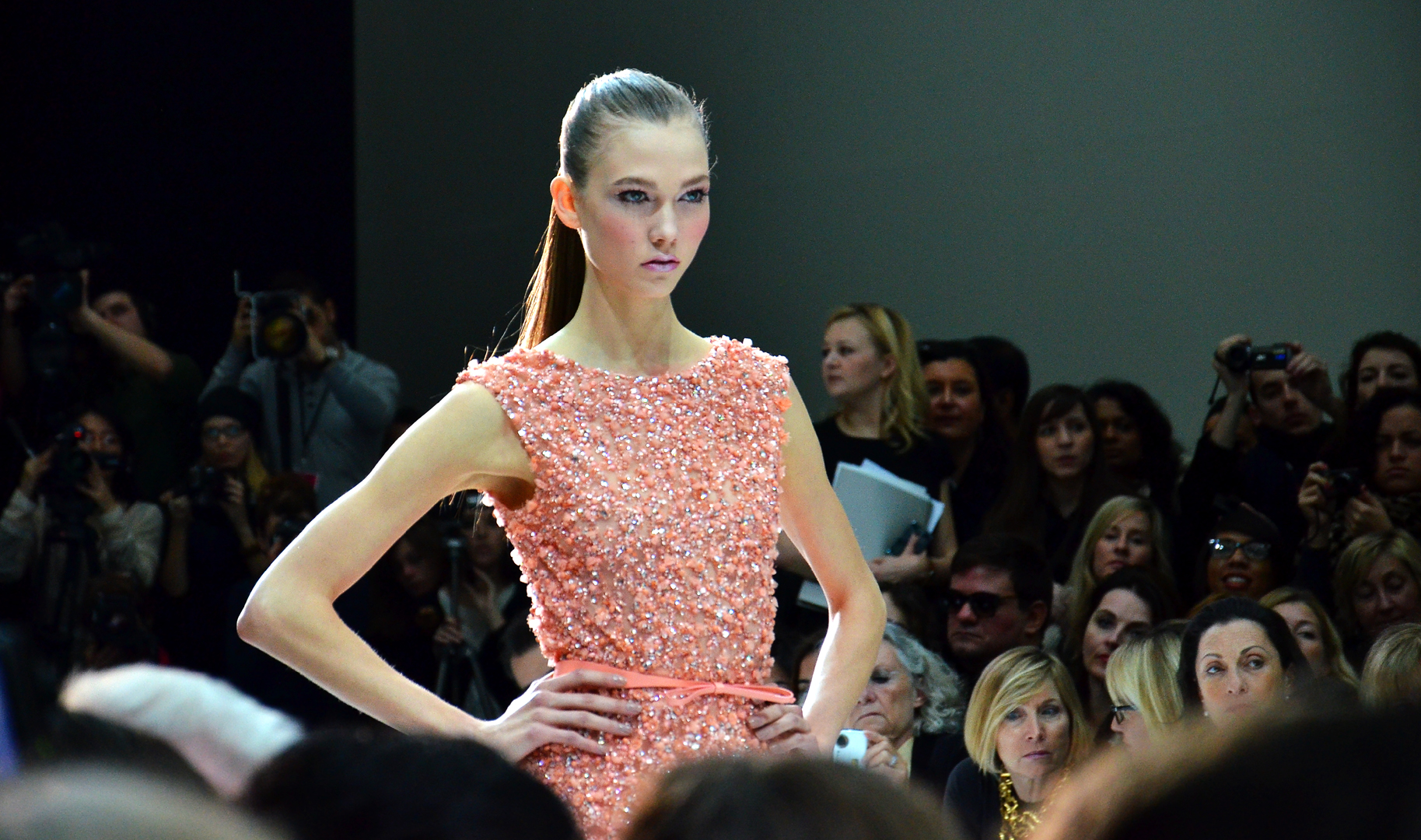
Paris Haute Couture Spring-Summer 2012

Em 2014, Kloss conseguiu sua primeira capa para a Vogue Americana, juntamente com as modelos Joan Smalls, Cara Delevingne, Arizona Muse, Edie Campbell, Imaan Hammam, Fei Fei Sun, Vanessa Axente, e Andreea Diaconu.
Logo depois, em 2015, conseguiu sua segunda capa para a Vogue Americana, dessa vez dividindo-a com a cantora e amiga Taylor Swift. Também em 2015, anunciou sua saída da marca Victoria's Secret, declarando que gostaria de focar nos estudos.
Em julho de 2015, criou um canal de vlogs no Youtube chamado Klossy.
Em 2016, assinou com a marca Swarovski, substituindo a modelo Miranda Kerr. Seu contrato tem duração de dois anos.
Em 2016, foi listada como a terceira modelo mais bem paga do mundo, de acordo com a Forbes com um ganho anual de 10 milhões de dólares em 2015. Teve um contrato milionário com a Nike, porém, atualmente, ela é a face da Adidas.
Em abril de 2017, estreou no mundo das séries como correspondente da série Bill Nye Saves The World.

## Vida pessoal
Em 2011, Kloss concluiu seus estudos na Webster Groves High School. Ela atendeu o baile de formatura em um vestido Dior. Frequentou a Universidade de Harvard em um curso rápido de uma semana. Em 2015, Karlie anunciou que começaria a estudar na Universidade de New York (NYU). Entretanto, Karlie ainda não escolheu seu curso, assim fazendo aulas aleatórias.
Kloss é entusiasta de programação; em 2015, ela se juntou com a 'Flatiron School and Code.org e criou o Kode with Klossy oferecendo a garotas adolescentes a chance de estudar Ciência da Computação e Engenharia de Software.
Kloss é a madrinha do filho da modelo e amiga Jourdan Dunn. Namora o empresário Joshua Kushner desde 2012.